# Amy Mainzer
Amy Mainzer (ur. 1974) – astrofizyk amerykańska specjalizująca się w astronomii galaktycznej.
Ukończyła fizykę na Uniwersytecie Stanforda w roku 1995, natomiast tytuł doktora uzyskała na Uniwersytecie Kalifornijskim w roku 2003. Jest zaangażowana w projekt Wide-field Infrared Survey Explorer, a także jest głównym specjalistą w projekcie NEOWISE, który ma za zadanie badanie małych ciał, m.in. planetoid i komet w Układzie Słonecznym. Zainteresowania badawcze Amy Mainzer koncentrują się m.in. na badaniu asteroid, brązowych karłów, tworzenia się gwiazd, a także projektowaniu i budowie oprzyrządowania do prowadzenia badań kosmicznych.
Pojawia się również w programach popularnonaukowych w telewizji, m.in. serialu The Universe.
Od jej nazwiska pochodzi nazwa planetoidy 234750 Amymainzer.

## Publikacje
1. Mainzer, A., Tommy Grav, Joseph Masiero, James Bauer, Edward L Wright, Roc M. Cutri, Russell Walker i Robert McMillan. "Thermal Model Calibration for Minor Planets Observed with WISE/NEOWISE: Comparison with IRAS" 2011.
2. Mainzer, A.; Grav, T.; Masiero, J.; Bauer, J.; Wright, E.; Cutri, R. M.; McMillan, R. S.; Cohen, M.; Ressler, M.; Eisenhardt, P. "Thermal Model Calibration for Minor Planets Observed with WISE/NEOWISE".
3. Bauer, J. M.; Walker, R. W.; Mainzer, A.; Masiero, J.; Grav, T.; et al. "WISE/NEOWISE Observations of Comet 103P/Hartley 2" 2011.
4. Masiero, J., Mainzer, A., T. Grav, Bauer, J., "Main Belt Asteroids with WISE/NEOWISE I: Preliminary Albedos and Diameters" 2011.
5. Mainzer, A.; Bauer, J.; Grav, T.; Masiero, J.; Cutri, R.M.; Dailey, J.; Eisenhardt, P.; McMillan, R.S.; Wright, E.; Walker, R. i 25 współautorów. "Preliminary Results from NEOWISE: An Enhancement to the Wide-field Infrared Survey Explorer for Solar System Science" 2011.
6. Mainzer, A.; Cushing, Michael C.; Skrutskie, M.; Gelino, C.R.; Kirkpatrick, J.Davy; Jarrett, T.; Masci, F.; Marley, Mark S.; Saumon, D.; Wright, E. i 10 współautorów. "The First Ultra-cool Brown Dwarf Discovered by the Wide-field Infrared Survey Explorer", 2011.
7. Ressler, Michael E.; Cohen, Martin; Wachter, Stefanie; Hoard, D.W.; Mainzer, A.; Wright,EdwardL. "The Discovery of Infrared Rings in the Planetary Nebula NGC 1514 During the WISE All-sky Survey", 2010.
8. Wright, Edward L.; Eisenhardt, Peter R.M.; Mainzer, Amy K.; Ressler, Michael E.; Cutri, Roc M.; Jarrett, Thomas; Kirkpatrick, J. Davy; Padgett, Deborah; McMillan, Robert S.; Skrutskie, Michael i 25 współautorów. "The Wide-field Infrared Survey Explorer (WISE): Mission Description and Initial On-orbit Performance", 2010.
9. Bacon, Candice M.; McMurtry, Craig W.; Pipher, Judith L.; Mainzer, A.; Forrest, William, "Effect of dislocations on dark current in LWIR HgCdTe photodiodes", 2010.
10. Mainzer, A.; Larsen, Mark; Stapelbroek, Maryn G.; Hogue, Henry; Garnett, James; Zandian, Majid; Mattson, Reed; Masterjohn, Stacy; Livingston, John; Lingner, Nicole i 3 współautorów "Characterization of flight detector arrays for the wide-field infrared survey explorer", 2008.
11. Mainzer, A.K.; Hogue, Henry; Stapelbroek, Maryn; Molyneux, Dale; Hong, John; Werner, Mike; Ressler, Michael; Young, Erick "Characterization of a megapixel mid-infrared array for high background applications", 2008.
12. Gautier, Thomas N.,III; Rebull, L.M.; Stapelfeldt, K.R.; Mainzer, A. "Spitzer-MIPS Observations of the η Chamaeleontis Young Association", 2008.
13. Mainzer, A.; Roellig, Thomas L.; Saumon, D.; Marley, Mark S.; Cushing, Michael C.; Sloan, G.C.; Kirkpatrick, J. Davy; Leggett, S.K.; Wilson, John C., "Moderate-Resolution Spitzer Infrared Spectrograph Observations of M, L, and T Dwarfs", 2007.
14. Mainzer, A.; McLean, Ian S., "Using Narrowband Photometry to Detect Young Brown Dwarfs in IC 348", 2003.
15. Mainzer, A.; McLean, Ian S.; Aliado, Ted; Becklin, Eric E.; Brims, George; Goulter, John; Kress, Evan; Magnone, Nick; Milburn, John; Skulason, Gunnar; Spencer, Michael, "Characterization of FLITECAM: the first light camera for SOFIA," Airborne Telescope Systems II. Edited by Ramsey K. Melugin, Hans-Peter Roeser. 2003.
16. Mainzer, A.; Young, Erick T.; Greene, Thomas P.; Acu, Nagarjuna; Jamieson, Thomas H.; Mora, Hank; Sarfati, Sean; van Bezooijen, Roelof W. "Pointing calibration and reference sensor for the Space Infrared Telescope Facility", 1998.

Źródło:.

## Wybrane nagrody
- NASA Exceptional Achievement Medal (2011)
- NASA Group Achievement Award Near Earth Objects Observation Program Team (2011)
- NASA Group Achievement Award WISE Project Science Team (2011)
- Lew Allen Award for Excellence (2010)
- Muhlmann Award, przyznana przez Astronomical Society of the Pacific dla grupy Spitzer Space Telescope Team (2010)
- JPL Ranger Award (2008 i 2011)
- NASA Graduate Student Research Program Fellowship (2001–2003)
- National Science Foundation Graduate Research Fellowship (1996–1999)

Źródło:.